# Chiffonnette (film, 1928)
Pour les articles homonymes, voir Chiffonnette.
Pour plus de détails, voir Fiche technique et Distribution.
Chiffonnette (The Latest from Paris) est un film muet américain de Sam Wood sorti en 1928.

## Synopsis
Ann Dolan est une vendeuse itinérante, qui tombe amoureuse de Joe Adams, un vendeur rival pour une autre entreprise de vêtements.

## Fiche technique
- Titre original : The Latest from Paris
- Titre français : Chiffonnette
- Réalisation : Sam Wood
- Scénario : Joseph Farnham (titres); A.P. Younger (scénario)
- Direction artistique : Cedric Gibbons; A. Arnold Gillespie
- Photographie : William H. Daniels
- Société de production : Metro-Goldwyn-Mayer
- Société de distribution : Metro-Goldwyn-Mayer
- Pays d’origine :  États-Unis
- Langue originale : anglais
- Genre : Drame romantique
- Format : Noir et blanc — 35 mm — 1,33:1 — Muet
- Durée : 80 minutes
- Dates de sortie :
  - États-Unis : 4 février 1928

## Distribution
- Norma Shearer : Ann Dolan
- George Sidney : Sol Blogg
- Ralph Forbes : Joe Adams
- Tenen Holtz : Abe Littauer
- William Bakewell : Bud Dolan
- Margaret Landis : Louise Martin
- Bert Roach : Bert Blevins
- Della Peterson : rôle indéterminé